# الهاشميون في الأردن
الهاشميون في الأردن هم العائلة الحاكمة في الأردن حاليًا، يرجع نسبهم إلى هاشم بن عبد مناف الجد الأكبر للنبي محمد وجد بني هاشم وهما فرع من قبيلة قريش المنبثقة عن قبيلة كنانة، والتي تنحدر بدورها من النبي إسماعيل ابن النبي إبراهيم. ظل الهاشميون يحكمون أجزاءً من إقليم الحجاز في الجزيرة العربية في الفترة ما بين عام 967 حتى عام 1925م دون انقطاع، وقد حكم الفرع الهاشمي الذي ينتمي إليه الشريف الحسين بن علي الهاشمي مكة المكرمة منذ عام 1827م إلى عام 1925م ويطلق عليهم مصطلح الأشراف آل عون، وأول من حكم منهم هو الشريف محمد بن عبد المعين بن عون (الجد المباشر للشريف الحسين).
حكم الهاشميون الأردن منذ تأسيس إمارة شرق الأردن في 11 أبريل 1921 على يد الأمير عبد الله بعد الثورة العربية الكبرى التي قادها والده الحسين بن علي ضد العثمانيين. كان الأردن قبل ذلك جزءًا من ولاية الشام التابعة للدولة العثمانية حتى عام 1918، في أثناء الحرب العالمية الأولى قامت الثورة العربية الكبرى بقيادة الشريف الحسين بن علي شريف مكة في ظل الدولة العثمانية، وكانت بريطانيا تدعم هذه الثورة، ولكنها رتبت بالاتفاق مع فرنسا سرًا لاحتلال الدول العربية التابعة للدولة العثمانية، وهو الترتيب الذي عرف باتفاقية سايكس بيكو عام 1916، ووضعت الأردن تحت الانتداب البريطاني على فلسطين، ونشأت في ظل هذا الانتداب إمارة شرق الأردن، التي كانت تتمتع بحكم ذاتي. وجاء إنشاء إمارة شرق الأردن بعدما قامت فرنسا بغزو مملكة فيصل بن الحسين واحتلال دمشق عام 1920، حيث أراد البريطانيون تقدير الهاشميين على مساعدتهم خلال الحرب العالمية الأولى، إضافةً إلى تعيين فيصل ملكًا للعراق.
أعلن الأردن استقلاله عن بريطانيا في 25 مايو 1946، وسمي «المملكة الهاشمية لشرق الأردن»، وملكا عليها عبد الله الأول بن الحسين. بالإضافة إلى تعيين إبراهيم هاشم ذو الأصول السورية رئيسًا للوزراء، وفي عام 1949 سمي الأردن «المملكة الأردنية الهاشمية». أصبح الأردن عضوًا في هيئة الأمم المتحدة في مطلع الخمسينيات من القرن الفائت، وأعلنت وحدة ضفتي نهر الأردن في 24 أبريل 1950. الضفتين كانتا شرق الأردن، والضفة الغربية ذلك الجزء الذي تبقى فلسطين بعد حرب 1948 التي شارك فيها الجيش العربي الأردني، وقيام دولة إسرائيل على أرض فلسطين.
في عام 1951 تولى طلال بن عبد الله الحكم بعد اغتيال الملك عبد الله الأول أثناء دخوله إلى المسجد الأقصى لأداء صلاة الجمعة، ثم أعفي الملك طلال من الحكم في 11 أغسطس 1952، بناءً على تقرير طبي يرى عدم قدرته على تولي مقاليد الحكم. ثم تسلم الملك حسين سلطاته الدستورية رسميًا في 2 مايو 1953، من مجلس الوصاية على العرش، لكون الحسين وقتها (17 عامًا) لم يبلغ السن القانونية للحكم حسب دستور عام 1952 وهي 18 سنة قمرية. وبقي في الحكم حتى وفاته في عام 1999، بمرض السرطان. حاكمًا لأكثر من 47 سنة.
في عام 1999 تولى عبد الله الثاني بن الحسين المُلك بعد وفاة والده الملك حسين، بعد عزل الأمير الحسن بن طلال عن ولاية العهد قبل اسبوع من وفاة الملك الحسين، بعد أن بقى مدة 34 سنة وليًا للعهد، وتعيين ابنه عبد الله الذي أصبح فيما بعد ملكًا على البلاد.

## تاريخ

### حكام مكة
وفقًا للمؤرخين ابن خلدون وابن حزم سافر جعفر بن محمد الحسني من المدينة المنورة عام 968 وفتح مكة باسم الخليفة الفاطمي المعز، بعد أن استولى الأخير على مصر من الإخشيديين. كان جعفر ينتمي إلى عشيرة بني هاشم الأوسع، وإن كان من فرع مختلف عن السلالة الحالية. يدعي بنو هاشم أنهم ينحدرون من هاشم بن عبد مناف (المتوفى حوالي 497 م) الجد الأكبر لمحمد. واليوم، يشير المصطلح في المقام الأول إلى نسل فاطمة ابنة محمد.
ظلت السيطرة على مكة في أيدي العشيرة. وعندما سيطر الأتراك العثمانيون على مصر عام 1517، اعترف الشريف بركات على الفور بالحكام الجدد، وأرسل ابنه أبو نمي الثاني للقاء السلطان العثماني سليم الأول في القاهرة، وقدم للسلطان مفاتيح المدن المقدسة وهدايا أخرى. أكد السلطان العثماني لبركات وأبو نمي في منصبيهما كحكام مشاركين للحجاز.

### الحرب العالمية الأولى والثورة العربية
قبل الحرب العالمية الأولى، كان الحسين بن علي يحكم الحجاز نيابة عن السلطان العثماني. لبعض الوقت، كانت ممارسة الباب العالي هي تعيين أمير مكة من بين مجموعة مختارة من المرشحين. وفي عام 1908، تم تعيين الحسين بن علي شريفًا على مكة الذي وجد نفسه على خلاف متزايد مع حركة تركيا الفتاة التي تسيطر على إسطنبول، بينما كان يسعى جاهدًا لتأمين منصب عائلته كأمراء بالوراثة. كان نسبه ومنصبه كشريف مكة يغذي طموحه في إنشاء مملكة عربية مستقلة وخلافة، وقد لفت هذا الطموح انتباه الحكام العثمانيين الذين دعوا الحسين للقدوم إلى إسطنبول ليحل ضيفًا على السلطان ولإبقائه تحت الإشراف المباشر. أحضر الحسين معه أبنائه الأربعة علي وعبد الله وفيصل وزيد، ولم يتمكن من العودة إلى الحجاز إلا بعد ثورة تركيا الفتاة حين عين شريفًا على مكة بشكل رسمي.
من بين أبناء الحسين الأربعة، كان عبد الله الأكثر طموحًا سياسيًا وأصبح المخطط والقوة الدافعة وراء الثورة العربية. تلقى عبد الله تدريبات عسكرية في كل من الحجاز واسطنبول، وشغل منصب نائب مكة في البرلمان العثماني من عام 1912 إلى عام 1914. خلال هذه الفترة، طور عبد الله اهتمامًا عميقًا بالقومية العربية وربط رغبة والده بالحكم الذاتي في الحجاز بالتحرر العربي الكامل، وفي عام 1914 التقى بالمفوض السامي البريطاني اللورد كيتشنر في القاهرة لمناقشة إمكانية دعم البريطانيين للانتفاضة العربية ضد الأتراك، وقد أثيرت إمكانية التعاون ولكن لم يتم تقديم أي التزام من قبل أي من الجانبين. بعد وقت قصير من عودة عبد الله إلى مكة، أصبح وزير خارجية والده، ومستشاره السياسي، وأحد قادة الثورة العربية.

## قائمة الحكام
| الحاكم                        | فترة الحكم       | حياة الحاكم                 | ملاحظات | لقب    |
| ----------------------------- | ---------------- | --------------------------- | ------- | ------ |
| الهاشميون في الأردن (الأمراء) |                  |                             |         |        |
| عبد الله الأول                | من 1921 إلى 1946 | من 1882 إلى 1951            |         | المؤسس |
| الهاشميون في الأردن (الملوك)  |                  |                             |         |        |
| عبد الله الأول                | من 1946 إلى 1951 |                             |         |        |
| طلال بن عبد الله              | 1951-1952        | 1909-1972                   |         |        |
| مجلس الوصاية                  |                  |                             |         |        |
| إبراهيم هاشم                  | 1952-1953        | 1888-1958                   |         |        |
| سليمان طوقان                  | 1952-1953        |                             |         |        |
| عبد الرحمن رشيدات             | 1952-1953        |                             |         |        |
| الهاشميون في الأردن (الملوك)  |                  |                             |         |        |
| الحسين بن طلال                | 1952-1999        | 1935-1999                   |         | الباني |
| عبد الله الثاني بن الحسين     | 1999- حتى الآن   | 1962 -ما زال على قيد الحياة |         | المعزز |

## ملوك

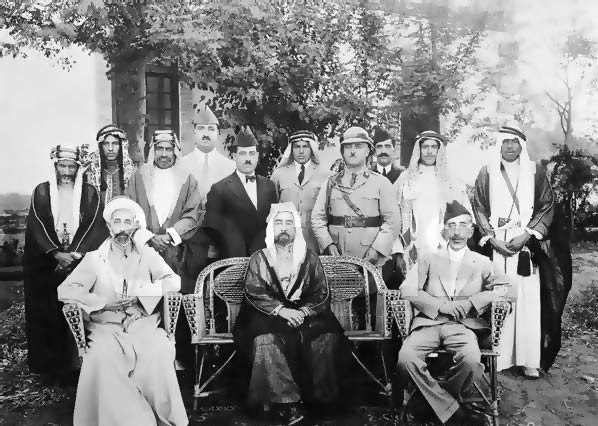
صورة تاريخية للعائلة الهاشمية في فترة تأسيس إمارة شرق الأردن ، حيث يظهر في الصورة الأشقاء الثلاثة من يمين الصورة الملك فيصل الأول وفي الوسط الملك عبد الله الأول والى اليسار الملك علي

### الشريف الحسين
الشريف الحسين بن علي بن محمد بن عبد المعين بن عون ملك الحجاز، من أحفاد أبي نمي ابن بركات الهاشمي، أول من نادى من الحجاز باستقلال العرب، آخر من حكم مكة من الأشراف الهاشميين. ولد في الاستانه سنة 1854م.قاد الثورة العربية الكبرى عام 1916.

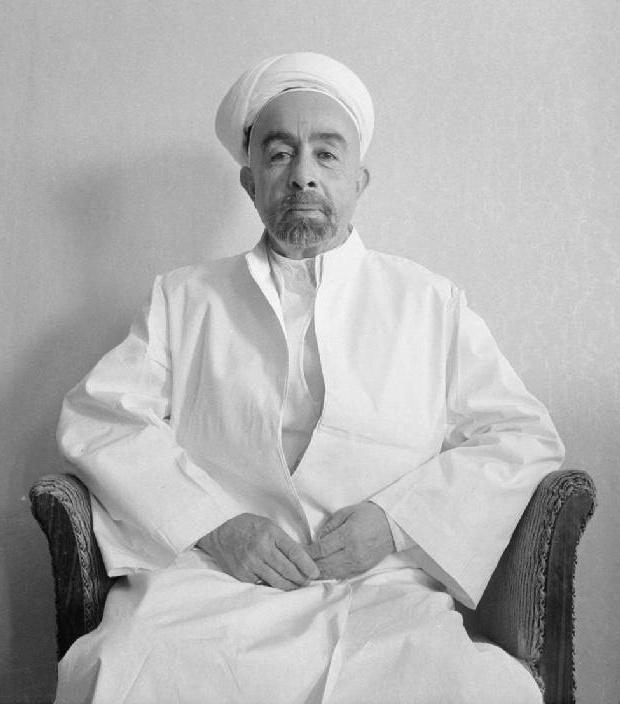
للملك عبد الله الأول بن حسين بن علي الهاشمي، ملك ومؤسس المملكة الأردنية الهاشمية، حيث استمر حكمه للمملكة لعام 1951 حتى تم إغتياله أثناء زيارته للمسجد الأقصى

### عبد الله الأول
أسس الملك عبد الله إمارة شرق الأردن في 21 أبريل 1921 عندما أقام أول نظام حكومي مركزي في مجتمع معظمه عشائري وبدوي. وطوال السنوات الثلاثين التالية، ركز على بناء الدولة، ووضع الأطر المؤسسية للأردن الحديث.سعى إلى الحكم الذاتي والاستقلال، بإقامة شرعية ديمقراطية، بوضع أول دستور للأردن في عام 1928عرف باسم المجلس التشريعي، وإجراء الانتخابات لأول برلمان في عام 1929م. وخلال هذه العقود الثلاثة أيضاً، عقد الملك سلسلة من المعاهدات بين إنجلترا وشرق الأردن، كان آخرها في 22 مارس 1946 بالمعاهدة الإنجليزية-الشرق أردنية التي أنهت الانتداب البريطاني وحققت لشرق الأردن استقلالا كاملاً ولتصبح الدولة باسم «المملكة الأردنية الهاشمية» في 25 مايو 1946م.
شارك الأردن في أول مؤتمر له وكان مؤتمر قمة انشاص في 28 مايو 1946م بعد أيام من استقلال الدولة. خلال الحرب العربية الإسرائيلية عام 1948، كان الجيش العربي الأردني فعالاً في الدفاع عن القدس وأجزاء أخرى من فلسطين. نجح الجيش العربي في إلحاق الهزيمة في القوات اليهودية في باب الواد واللطرون والقدس وحافظ على القدس الشرقية رغم الهجمات الإسرائيلية عليه، وانتهت الحرب في منتصف شهر يوليو 1948م وبعدها جرى توقيع عدد من اتفاقيات الهدنة بين الأطراف العربية وإسرائيل في مؤتمر رودس. وبموجبها تم ترسيم حدود منطقة شرق الأردن مع فلسطين.
في 20 يوليو 1951م توجه الملك عبد الله إلى القدس لأداء صلاة الجمعة مع حفيده الحسين بن طلال. ليقضي شهيداً على عتبات المسجد الأقصى وعلى مقربة من ضريح والده الحسين بن علي.

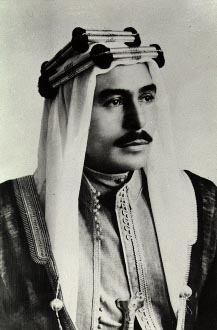
الملك طلال بن عبد الله بن الحسين الهاشمي، ثاني ملوك المملكة الأردنية الهاشمية بالفترة من 20 يوليو 1951 إلى 11 أغسطس 1952.

### طلال بن عبد الله (1951 - 1952)
تولى الملك طلال بن عبد الله العرش بعد اغتيال والده، ولأسباب صحية لم يتمكن من الاستمرار في الحكم، فأعفي بعد أقل من سنة من العرش في 11 أغسطس 1952، كان الإنجاز الأكبر للملك طلال إصدار الدستور الأردني في الثامن من يناير عام 1952.

### الحسين بن طلال
والده هو الملك طلال بن عبد الله بن الحسين، من مواليد مكة، وهو الابن الأكبر للملك عبد الله الأول بن الحسين، تولى الملك طلال العرش ملكاً على الأردن في 6 سبتمبر 1951، بعد اغتيال والده الملك عبد الله الأول، ونظراً للظروف الصحية للملك طلال بن عبد الله، تولى ابنه الأمير حسين ملكاً دستورياً على الأردن.

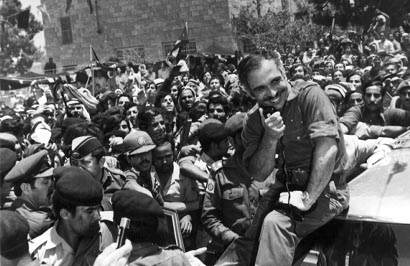
الملك الحسين بن طلال في أحد زياراته لمحافظة المفرق، حيث تظهر الصورة مخاطبة الملك للحشود من خلال مكبر صوت سيارته - تم إلتقاط الصورة في عام 1974

في الثاني من مايو عام 1953م، وبعد بلوغ الملك حسين السن القانونية، تسلم سلطاته الدستورية. وتولى الملك حسين الحكم في بلد لا موارد لديه، مكبل بمعاهدة مع بريطانيا وتشكل المساعدات المالية البريطانية ميزانيته. ويترأس جيشه الجنرال البريطاني (جلوب باشا) وعدد من الضباط الإنجليز، وبدأت رحلة المتاعب التي لا تنتهي، وبلغ الخلاف بينه وبين جلوب مداه عام 1956م، حينما عجز الملك عن إقناع جلوب بترقية عدد من الضباط الأردنيين وتهيئتهم لقيادة الجيش في المستقبل، فكان أول قرار تاريخي يتخذه الملك حسين هو طرد الجنرال جلوب ومعاونيه من الإنجليز، وتعريب قيادة الجيش الأردني، وإنهاء المعاهدة البريطانية. وقوبل قرار الملك بارتياح عربي وتأييد شعبي.
ركز الملك حسين على بناء اقتصاد قوي وبنية تحتية صناعية لدعم مخططات التنمية البشرية، فتم تأسيس وتطوير الصناعات الرئيسية في الأردن مثل الفوسفات، البوتاسيوم، الاسمنت، كما تم بناء شبكة مواصلات في كل أنحاء الأردن.
عدد الحكومات التي شكلت في عهد الملك حسين 82 حكومة. وكان الملك يسرع إلى تشكيل حكومة جديدة كلما عصفت بالبلاد أزمة اقتصادية أو اجتماعية أو سياسية. يُعتبر الملك حسين واحد من أطول الزعماء العرب حكماً، فقد أمضى في الحكم 46 عاماً.
في عام 1958م، تم الاتحاد بين مملكتي الأردن والعراق، رداً على وحدة مصر وسوريا التي تمت في فبراير 1958م، وبعد خمسة أشهر من الوحدة، حدثت ثورة العراق وقُتل الملك فيصل ملك العراق، وانتهى، بذلك، حُكم العائلة الهاشمية المالكة بالعراق.
في عام 1964م، بدأ التوتر بين منظمة التحرير الفلسطينية والأردن. وحاول الملك حُسين الاتفاق مع رئيس المنظمة، أحمد الشقيري، من دون جدوى.
في حرب يونيو 1967م، لم يكن الملك راغباً في دخول الحرب، ولكن عندما أدرك أنها واقعة، لا محالة، دخلها وفيها خسر الأردن الضفة الغربية، ومنها اتخذت المنظمات الفدائية من الأردن ساحة للمقاومة. واضطرب الحكم في الأردن بحيث أصبح الملك عام 1970م معزولاً، وفي سبتمبر (أيلول) 1970م، حدثت المواجهة الشاملة بين فصائل المقاومة الفلسطينية والجيش الأردني، والذي أطلق عليه أيلول الأسود. وفي عام 1972م، اقترح مشروع المملكة المتحدة بين الأردن والأراضي الفلسطينية التي تنسحب منها إسرائيل. وشارك الملك حُسين في حرب 1973م.
في عام 1974م، وفي مؤتمر القمة الذي انعقد في الرباط، اعترف الملك حُسين بمنظمة التحرير الفلسطينية كممثل وحيد للشعب الفلسطيني، وكانت الموافقة عن اقتناع بأن المنظمة لابد وأن تشارك في أية مفاوضات تتعلق بالقضية. اشترك في تكوين مجلس الاتحاد العربي الذي ضم مصر والعراق والأردن واليمن. وفي 1988م فك الارتباط القانوني والإداري مع الضفة الغربية ممهداً الطريق للفلسطينيين لإعلان دولتهم المستقلة في حال انسحاب إسرائيل منها.
بعد حرب 1967م، لعب الملك حسين دوراً أساسياً في صياغة قرار الأمم المتحدة رقم (242) الذي ظل منذ صدوره يمثل مرجعية لكافة مفاوضات السلام اللاحقة. كما لعب دوراً محورياً في عقد مؤتمر مدريد للسلام في عام 1991م. في أكتوبر عام 1991م، شارك الفلسطينيون في مفاوضات مؤتمر السلام في الشرق الأوسط، الذي عقد في مدريد تحت رعاية الولايات المتحدة وروسيا، في إطار الوفد الأردني. عقد معاهدة السلام بين الأردن وإسرائيل في 26 أكتوبر عام 1994م. بعد لقاءات سرية مع إسحاق رابين، رئيس الوزراء الإسرائيلي الراحل. ووصف المعاهدة بأنها «تحقيق الحلم».
رحلة الملك حسين مع المرض طويلة، فقد صارع مرض السرطان على مراحل متعددة. ففي عام 1992م، تم استئصال إحدى كليتيه بعد إصابتها بالسرطان، ثم أُكتشف إصابته بالسرطان في الغدد الليمفاوية، وقد أجرى عمليتين جراحيتين في عام 1997م، ومر بست مراحل من العلاج الكيماوي ثم أجريت له عملية زراعة نخاع العظم، عاد بعدها إلى عمّان وبعدها بأسبوع واحد عادت أعراض المرض تظهر عليه، مما اضطره للعودة للولايات المتحدة، حيث أجريت له عملية زرع نخاع عظْمِي للمرة الثانية، ولكن صحته تدهورت بشكل كبير، مما استدعى نقله إلى الأردن يوم الخميس 4 فبراير 1999م.حيث توفي في صباح يوم 21 شوال عام 1419هـ الموافق 7 فبراير 1999م الساعة الحادية عشر وثلاث وأربعون دقيقة صباحاً بتوقيت عمّان.
شيعت جنازته يوم 8 فبراير 1999م، وشارك في جنازته عدد كبير من زعماء الدول العربية والأجنبية.

### عبد الله الثاني بن الحسين

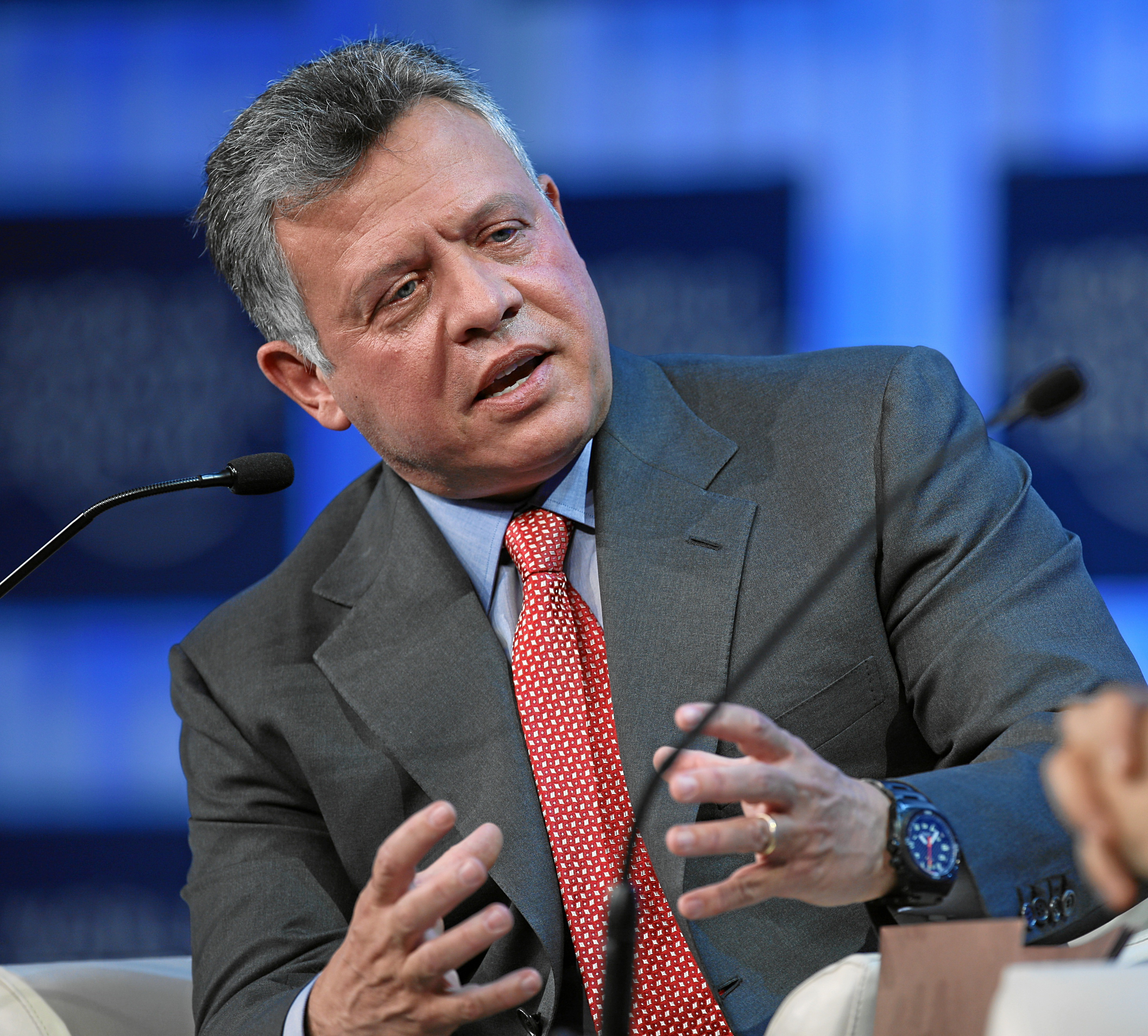
الملك عبد الله الثاني، الملك الحالي للمملكة الأردنية الهاشمية، استلم الحكم في عام 1999، بعد وفاة والده الملك الحسين بن طلال.

ينتمي الملك عبد الله الثاني إلى الجيل الثالث والأربعين من أحفاد النبي محمد. وقد تسلم سلطاته الدستورية ملكا للمملكة الأردنية الهاشمية في السابع من فبراير عام 1999 اليوم الذي توفى فيه والده الملك الحسين بن طلال.
ولد الملك عبد الله الثاني في عمّان في الثلاثين من يناير 1962م، وهو الابن الأكبر للملك الراحل الحسين والأميرة منى الحسين. تلقى علومه الابتدائية في الكلية العلمية الإسلامية في عمّان عام 1966م، بداية، لينتقل بعدها إلى مدرسة سانت إدموند في ساري بإنجلترا، ومن ثم بمدرسة إيجلبروك وأكاديمية ديرفيلد في الولايات المتحدة الأمريكية لإكمال دراسته الثانوية.
يسير على منهج داعم للسلام في الشرق الأوسط، ولايجاد حل سلمي للصراع العربي الإسرائيلي. والمضي نحو مزيد من مأسسة الديمقراطية والتعددية السياسية، وعلى تقوية علاقات الأردن الخارجية، وتقوية دور المملكة في العمل من أجل السلام والاستقرار الإقليمي. وقد انضم الأردن في عهده، إلى منظمة التجارة العالمية، وتم توقيع اتفاقيات تجارة حرة مع ست عشرة دولة عربية، وتوقيع اتفاقية التجارة الحرة مع الولايات المتحدة الأمريكية، واتفاقية الشراكة بين الأردن والاتحاد الأوروبي، لأرساء أساس لإدماج الأردن في الاقتصاد العالمي.
اقترن الملك عبد الله الثاني بالملكة رانيا في العاشر من حزيران 1993م، ورزقا بنجلين هما الأمير حسين الذي ولد في 28 حزيران 1994م، والأمير هاشم الذي ولد في 30 يناير 2005م، وبابنتين هما الأميرة إيمان التي ولدت في 27 سبتمبر 1996م، والأميرة سلمى التي ولدت في 26 سبتمبر 2000م. وله أربعة أخوة وست أخوات. ويحمل الملك عبد الله الثاني العديد من الأوسمة من الدول العربية والأجنبية. وهو مؤهل كطيار، وكمظلي في مجال الهبوط الحر بالمظلة. ومن هواياته سباق السيارات (وقد فاز ببطولة سباق الرالي الوطني الأردني)، وممارسة الرياضات المائية والغطس خاصة أنه قد تدرب على أعمال الضفادع البشرية، ومن هواياته الأخرى اقتناء الأسلحة القديمة.
يسعى إلى تحرير الاقتصاد، كتخفيض عبء المديونية، وتقليص عجز الموازنة، وتبني سياسة اقتصادية تحررية، والاندماج في الاقتصاد العالمي، وتعزيز العلاقات الاقتصادية مع الدول العربية، والقضاء على البطالة والفقر.

## وصلات خارجية
- إمارة شرق الأردن - خلفية تاريخية
- يوم الوفاء والبيعة للهاشميين -جريدة الغد
- الهاشميون في الأردن
- موقع الملك الحسين
- موقع الملك عبد الله الثاني
- الحسين بن طلال بن عبد الله بن الحسين، سيرة ذاتية
- صاحب الجلالة الهاشمية الملك عبد الله الثاني ابن الحسين المعظم، ملك المملكة الأردنية الهاشمية